# 1884
Промислова революція •  Колоніальні імперії •  Національно-визвольні рухи • Робітничий рух

## Геополітична ситуація
У Росії царює імператор Олександр III (до 1894). Російській імперії належить більша частина України, значна частина Польщі, Бессарабія, Закавказзя, Фінляндія, Бухарське ханство, Хівинське ханство. Україну розділено між двома державами — Королівство Галичини та Володимирії належить Австро-Угорщині, Правобережжя, Лівобережжя та Крим — Російській імперії.
В Османській імперії править султан Абдул-Гамід II (до 1909). Під владою османів перебувають Близький Схід, Середземноморське узбережжя Північної Африки частина Балкан, автономна Болгарія.
В Австро-Угорщині править Франц-Йосиф I (до 1916). Імперія охоплює, крім австрійських та угорських земель, Хорватію, Трансильванію, Богемію. Німецьку імперію очолює Вільгельм I (до 1888). Німецька імперія має колонії в Африці. Баварське королівство — Людвіг II (до 1886).
У Франції при владі Третя французька республіка. Франція має колонії в Алжирі, Карибському басейні, Південній Америці в Індокитаї. Королівство Іспанія очолює Альфонс XII (до 1885). Іспанії належать частина островів Карибського басейну, Філіппіни. У Португалії править Луїш I (до 1889). Португалія має володіння в Африці, Індії, Індійському океані й Індонезії.
У Великій Британії триває Вікторіанська епоха — править королева Вікторія (до 1901). Британська імперія має колонії в Північній Америці, на Карибах, в Африці та Індії. Королівство Нідерланди очолює Віллем III (до 1890). Король Данії та Норвегії — Кристіан IX (до 1906), Оскар II сидить на шведському троні (до 1907), на троні Королівства Італія  — Умберто I (до 1900).
Бразильську імперію очолює Педру II (до 1889). Честер Алан Артур обіймає посаду президента США. Територію на півночі північноамериканського континенту займає Канадська конфедерація (домініон Великої Британії), територія на півдні континенту належить Мексиці.
В Ірані при владі Каджари. Владу над Індостаном утримує Британська корона. У Бірмі править династія Конбаун, у Сіамі — династія Чакрі. У Китаї володарює Династія Цін. В Японії триває період Мейдзі.

## Події

### В Україні
- 18 травня відкрито рух поїздів дільницями «Ясинувата — Синельникове» і «Казанка — Катеринослав». Здано в експлуатацію залізничний міст через Дніпро.
- Прокладено залізницю Станиславів — Гусятин.
- У Херсонській губернії утворено Союз руських баптистів.
- У Київському університеті утворено кафедру теоретичної фізики, яку очолив Шиллер Микола Миколайович.

### У світі
- 13 березня почалася облога Хартума британськими військами.
- 20 квітня папа римський Лев XIII енциклікою Humanum genus засудив масонство.
- 22 квітня Німеччина встановила протекторат над Південно-Західною Африкою.
- 16 травня прем'єр-міністром Швеції став Роберт Темптандер.
- 5 липня Німеччина захопила Тоголанд.
- 14 липня німецька адміністрація встановилася в Камеруні.
- 22 серпня спалахнула франко-китайська війна за В'єтнам.
  - 23 серпня французи виграли битву при Фучжоу.
- 4 листопада на президентських виборах у США переміг Гровер Клівленд.
- 15 листопада почалася Берлінська конференція, присвячена врегулюванню питань колонізації.
- 1 грудня Порфіріо Діас повернувся на посаду президента Мексики.

### В суспільному житті
- У Лондоні утворилося товариство Фабіана.
- Почалася публікація Оксфордського словника англійської мови.
- Фрідріх Енгельс опублікував «Походження родини, приватної власності та держави».
- У США встановлено монумент Вашингтона, найвищу споруду свого часу.
- 1 травня американська федерація профспілок висунула вимогу восьмигодинного робочого дня.
- Засновано
  - Воєнний коледж ВМС США.
  - Бангорський університет в Уельсі.
- Міжнародна меридіанна конференція встановила Гринвіцький меридіан як нульовий.

### У науці
- Якоб Гендрік Вант-Гофф запропонував описувати швидкості хімічних реакцій рівнянням Арреніуса.
- Анрі Луї ле Шательє сформулював принцип Ле Шательє — Брауна.
- Георг Кантор запровадив функцію свого імені.
- Готлоб Фреге виклав теорію логіцизму.
- Роберт Кох та Фрідріх Леффлер сформулювали постулати Коха.

### У мистецтві
- Марк Твен опублікував у Лондоні «Пригоди Гекльберрі Фінна».
- Відбулася прем'єра опери Жуля Массне «Манон».
- Джон Сінгер Сарджент написав картину «Портрет мадам X».
- Відкрився Угорський державний оперний театр.

### У спорті
- Засновано Гельську атлетичну асоціацію.
- До програми Вімблдонського турніру вперше увійшли жіночі змагання. Перемогли Вільям Реншоу серед джентльменів та Мод Вотсон серед леді.
- Збірна Нової Зеландії з регбі здійснила перше турне — у Новий Південний Уельс.

## Народились
Див. також Категорія:Народились 1884
- 24 березня — Петер Дебай, нідерландський фізико-хімік, лауреат Нобелівської премії.
- 8 травня — Гаррі Трумен, 33-й президент США (1945—1953)
- 23 травня — Дуглас Фербенкс, актор
- 18 червня — Едуар Даладьє, французький державний і політичний діяч
- 7 липня — Ліон Фейхтванґер, німецький письменник
- 12 липня — Амедео Модільяні, італійський художник і скульптор
- 23 липня — Еміль Янінгс, німецький актор
- 2 серпня — Ромуло Гальєгос, венесуельський письменник, просвітник, президент Венесуели
- 27 серпня — Венсан Оріоль, президент Франції (1947—1954)

## Померли
Див. також Категорія:Померли 1884
- 26 січня — Чубинський Павло Платонович, український етнограф, фольклорист, поет
- 24 листопада — Воробкевич Григорій Іванович, український поет